# Alan Grant (twórca komiksów)
Alan Grant (ur. 9 lutego 1949 w Bristolu, zm. 20 lipca 2022) – szkocki twórca komiksów, najbardziej znany z pracy nad postacią Sędziego Dredda dla brytyjskiego magazynu „2000 AD”, a także Batmana w różnych wydaniach od końca lat 80. do początku XXI wieku. Był współtwórcą postaci Anarky, Victor Zsasz i Brzuchomówcy.

## Życiorys
Urodził się w Bristolu, ale kiedy miał rok, jego rodzina przeprowadziła się do Newtongrange. Według Granta, jego babcia nauczyła go czytać i pisać, zapoznając go z materiałami wydawnictwa DC Thomson, co również stanowiło dla niego wstęp do komiksów. Uczęszczał do Newtongrange Primary School i Dalkeith High School, skąd często był wyrzucany i przywracany. Po ukończeniu szkoły przez krótki czas pracował w banku. 
Po raz pierwszy zetknął się z branżą komiksową w 1967, kiedy został redaktorem w DC Thomson. W 1970 przeniósł się z Dundee do Londynu, aby pracować dla IPC w różnych magazynach poświęconych romansom. 
Pod koniec lat 80. Grant przeszedł filozoficzną przemianę i ogłosił się anarchistą. Stworzenie superzłoczyńcy Anarky'ego miało początkowo służyć jako narzędzie do eksplorowania jego poglądów politycznych za pomocą komiksu. W kolejnych latach kontynuował wykorzystywanie tej postaci w podobny sposób, w miarę jak jego filozofia ewoluowała w kierunku anarchizmu społecznego. 
Projekty Granta na początku lat 90. obejmowały pisanie scenariuszy do Detective Comics, Strontium Dog, The Bogie Man (serii współtworzonej przez Johna Wagnera, która była pierwszym przedsięwzięciem tej pary w niezależnym wydawnictwie), a także Lobo, postaci stworzonej przez Keitha Giffena jako bohater drugoplanowy w Omega Men. 
Postać Lobo zyskała własną czteroczęściową miniserię w 1990, którą narysował Simon Bisley. Była to parodia „mrocznych, ponurych” komiksów tamtych czasów i okazała się niezwykle popularna. Po kilku innych miniseriach (wszystkie napisane przez Alana Granta, czasami z Giffenem jako współautorem), Lobo otrzymał własną serię. Ponadto Grant pisał L.E.G.I.O.N. (spin-off Legion of Super-Heroes) i The Demon (odrodzenie postaci Jacka Kirby'ego) dla DC Comics. Grant napisał scenariusz pierwszego wydania Batman: Shadow of the Bat, w którym stworzył trzy nowe postacie, Jeremiaha Arkhama, Pana Zsasza i Amygdalę. W latach 1993-1994 brał udział w tworzeniu serii Batman: Knightfall, natomiast w 1994 był współautorem międzyfirmowego crossovera Batman-Spawn: War Devil, wspólnie z Dougiem Moenchem i Chuckiem Dixonem. Inne historie Batmana, w których brał udział Grant, to m.in. Contagion, Legacy i Cataclysm. 
W połowie lat 90. Grant przeszedł drugą transformację filozoficzną, ogłaszając się zwolennikiem Neo-Tech, filozofii stworzonej przez Franka R. Wallace'a. Pod koniec dekady Grant pisał dla praktycznie każdego amerykańskiego wydawcy komiksów, w tym DC, Marvela i Dark Horse.
W 2013 nawiązał współpracę z Robinem Smithem, aby stworzyć grę Scott vs Zombies, zleconą przez Artlink z Edynburga przy wsparciu Creative Scotland. W 2012 ukończył scenariusz do kanadyjskiej powieści graficznej dla dzieci The Loxleys and the War of 1812
W 2020, w odpowiedzi na pandemię COVID-19, poprowadził lokalny projekt społecznościowy we wsi Moniaive, którego celem było stworzenie komiksu o wirusie i duchu wspólnoty mieszkańców. 